# イブラヒム・アル＝ハサン
イブラヒム・アル＝ハサン（アラビア語: إبراهيم الحسن、2005年10月26日 - ）は、スーダン出身のサッカー選手。カタール代表。テルセーラ・フェデラシオン・CDカラオラ B所属。ポジションはMF。

## クラブ経歴

### アル・ラーヤンSC
2005年10月26日、スーダン生まれたアル＝ハサンはアル・ラーヤンSCのアカデミーを経て、2023年7月1日に17歳でトップチームに加わり、カタール・スターズリーグ2023-24で2位に終わりアル・ラーヤンSCの一員だった。
2023年8月2日、アル・シャマールSCとのアウェー戦で4-3で勝利した際に、アル・ラーヤンSCでのリーグ戦デビューを果たし、 2023年8月23日にアル・アラビ・ドーハ戦に1-0で勝利しリーグ初先発を果たした。
2024-25シーズン中、1試合で出場。

### CDカラオラ B（ローン）
2024-25シーズン中、スペインのテルセーラ・フェデラシオン・CDカラオラ Bにレンタル移籍。

## 代表経歴
アル＝ハサンはスーダンとカタールの両国籍を有しており、カタール代表への出場を表明することを決めた。

### ユース
U-20カタール代表で5試合に出場し、そのうち2試合はAFC U20アジアカップ2023のグループステージに出場した。
2022年9月12日、AFC U20アジアカップ2023予選でU-20ネパール代表とのアウェー戦で3-1の勝利を収め、ユース代表デビューを果たした。
2024年9月、AFC U20アジアカップ2025予選中にユース代表に復帰し、3試合すべての1ゴールを決め（初ゴールは2024年9月25日のU-20シンガポール代表戦で3-0で勝利した時）、チームは決勝トーナメントに出場した。
2025年、AFC U20アジアカップ2025の3試合すべてに出場したが、グループステージで敗退した。

### A代表
2024年6月、初めてA代表の選手として選出された。その後、2024年6月7日に2026 FIFAワールドカップ・アジア2次予選のアフガニスタン代表戦（0-0の引き分け）で、A代表デビューを果たした。
2024年9月5日、2026 FIFAワールドカップ・アジア3次予選のアラブ首長国連邦代表戦とのホーム試合に1-3で敗れた際に国際試合初ゴールを決めた。
2024年9月10日、北朝鮮代表戦とのアウェー試合に2-2で引き分けの際に国際試合初イエローカードを受けた。
2024年12月、A代表に選ばれ、ガルフカップ2024に出場。

## 個人成績

### クラブでの成績
2024年12月27日現在
| クラブ           | シーズン | リーグ戦                   | リーグ戦 | リーグ戦 | カップ戦 | カップ戦 | カップ戦 | カップ戦 | ヨーロッパ・アジア | ヨーロッパ・アジア | その他 | その他 | 通算 | 通算 |
| クラブ           | シーズン | ディビジョン               | 出場     | 得点     | 出場     | 得点     | 出場     | 得点     | 出場               | 得点               | 出場   | 得点   | 出場 | 得点 |
| ---------------- | -------- | -------------------------- | -------- | -------- | -------- | -------- | -------- | -------- | ------------------ | ------------------ | ------ | ------ | ---- | ---- |
| アル・ラーヤンSC | 2023-24  | QSL                        | 6        | 0        | 0        | 0        | 0        | 0        | 0                  | 0                  | –      | –      | 6    | 0    |
| アル・ラーヤンSC | 2024-25  | QSL                        | 1        | 0        | 0        | 0        | 0        | 0        | 0                  | 0                  | –      | –      | 1    | 0    |
| アル・ラーヤンSC | 通算     | 通算                       | 7        | 0        | 0        | 0        | 0        | 0        | 0                  | 0                  | 0      | 0      | 7    | 0    |
| CDカラオラ B     | 2024-25  | テルセーラ・フェデラシオン | 0        | 0        | 0        | 0        | 0        | 0        | –                  | –                  | –      | –      | 0    | 0    |
| CDカラオラ B     | 通算     | 通算                       | 0        | 0        | 0        | 0        | 0        | 0        | 0                  | 0                  | 0      | 0      | 0    | 0    |
| 総通算           | 総通算   | 総通算                     | 7        | 0        | 0        | 0        | 0        | 0        | 0                  | 0                  | 0      | 0      | 0    | 0    |

1. ↑  コパ・デル・レイ、アミールカップ、カタール・カップを含む
2. ↑  コパ・フェデラシオン、シェイク・ジャシムカップ、カタール・スターズカップ（英語版）を含む

### 試合数
2025年3月25日現在
- 国際Aマッチ 11試合 2得点（2024年-）[8]

| カタール代表 | 国際Aマッチ | 国際Aマッチ |
| 年           | 出場        | 得点        |
| ------------ | ----------- | ----------- |
| 2024         | 11          | 2           |
| 2025         |             |             |
| 通算         | 11          | 2           |

### 得点
2024年10月15日現在
| No | 開催日         | 開催地                                         | 対戦国           | 得点 | 結果 | 試合概要                               |
| -- | -------------- | ---------------------------------------------- | ---------------- | ---- | ---- | -------------------------------------- |
| 1. | 2024年9月5日   | ライヤーン、アフメド・ビン＝アリー・スタジアム | アラブ首長国連邦 | 1–0  | 1-3  | 2026 FIFAワールドカップ・アジア3次予選 |
| 2. | 2024年10月10日 | ドーハ、アル・トゥマーマ・スタジアム           | キルギス         | 3-1  | 3-1  | 2026 FIFAワールドカップ・アジア3次予選 |